# Cirila Sánchez Mendoza
Cirila Sánchez Mendoza (Santa Cruz Tepenixtlahuaca, Oaxaca, 9 de julio de 1952-2 de abril de 2013) fue una política y activista social mexicana, miembro del Partido Revolucionario Institucional y de etnia chatina, fue la primera mujer indígena en ocupar los cargos de diputada local, diputada federal y senadora de la República.

## Biografía
Realizó sus estudios básicos en las comunidades de San Miguel Panixtlahuaca y Santa Catarina Juquila, trabajando a la vez que estudiaba, para estudiar la secundaria se trasladó a la ciudad de Oaxaca de Juárez, estudiando para Promotora Cultural Bilingüe en el Instituto de Investigación e Integración Social del Estado de Oaxaca, volviendo a su comunidad de origen a desempeñar su puesto, posteriormente ocupó el cargo de Directora Regional de Educación Indígena de Juquila, en 1983 el Partido Revolucionario Institucional la postuló candidata a Diputada al Congreso de Oaxaca, siendo electa y ocupando el cargo de 1983 a 1986, siendo la primera mujer indígena en llegar al cargo, posteriormente fue elegida diputada federal a la LIV Legislatura de 1988 a 1991 y senadora por Oaxaca en las Legislaturas LVI y LVII de 1994 a 2000.
También se destacó como activista social para el desarrollo de las comunidades indígenas y la conservación y explotación responsable de los recursos forestales.